# Lady from Shanghai
Lady from Shanghai je čtrnácté studiové album americké experimentální skupiny Pere Ubu, první od roku 2006, kdy vyšlo Why I Hate Women. Album vyšlo v lednu 2013 u příležitosti 35. výročí vydání jejich debutového alba The Modern Dance. Album produkoval frontman skupiny David Thomas a vyšlo u vydavatelství Fire Records.

## Seznam skladeb
1. „Thanks“
2. „Free White“
3. „Feuksly Maam the Hearing“
4. „Mandy“
5. „And Then Nothing Happened“
6. „Musicians Are Scum“
7. „Another One“
8. „Road Trip of Bipasha Ahmed“
9. „Lampshade Man“
10. „414 Seconds“
11. „The Carpenter Sun“

## Obsazení
- David Thomas – zpěv, klavír, syntezátory, klávesy, varhany
- Keith Moliné – kytara, baskytara
- Robert Wheeler – syntezátory
- Gagarin – klavír, varhany, syntezátory
- Michele Temple – baskytara, kytara, zvony
- Steve Mehlman – bicí, zpěv, varhany
- Darryl Boon – klarinet